# JN Auto
JN Auto ist ein Produkt der chinesischen Zhangjiagang Jiangnan Automobile Manufacture und wird seit 1983 in Lizenz des Suzuki Altos zweiter Generation produziert. Der Pkw-Modellname JN Auto ist lediglich eine Ableitung des Firmennamens und steht ebenfalls für die japanische Herkunft des Modells. 
Bereits knapp ein Jahr vor der offiziellen Einführung des Originalmodells Suzuki Alto 2 begann die Produktion des JN Auto im südchinesischen Nanning der autonomen Guangxi-Verwaltungseinheit. Obwohl das Unternehmen nur 1000 Arbeiter beschäftigt, wurden bereits im ersten Jahr mehr als 240.000 Einheiten produziert. Vor allem im ländlichen Gebiet war das JN Auto sehr beliebt. Dazu verhalfen ihm in erster Linie sein günstiger Preis von etwa 850 bis 3200 Euro und das für die damalige Zeit teilweise futuristische Design. Neben den Standardausführungen kamen auch Luxusversionen auf den Markt, welche mittlerweile aus der Produktion genommen wurden. 2005 brach der Verkauf des JN Autos ein und der Hersteller suchte eine weitere Möglichkeit der Globalisierung. 2008 wurde das Unternehmen schließlich von der Zotye International geschluckt. 
Als Motorisierung kommen bei der überarbeiteten US-Version Ottomotoren zum Einsatz. Als Einsteigermodell fungiert hier ein dreizylindriger mit einem Hubraum von 796 cm³ und einer Leistung von 26,5 kW. Die Topmotorisierung stellt dafür ein Vierzylinder mit 1051 cm³ und einer Leistung von 38,5 kW.